# Der Tod in Flandern
Der Tod in Flandern (с нем. — «Смерть во Фландрии») — одна из самых известных немецких песен Первой мировой войны. Авторство песни приписывают Эльзе Лауре фон Вольцоген (нем. Elsa Laura von Wolzogen, 1876—1945) известной певице и собирательнице фольклора, родом из Дрездена.

## История

### История создания

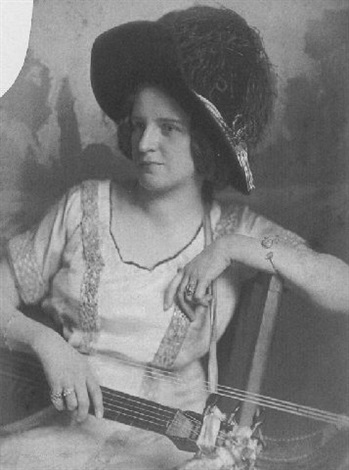
Эльза Лаура фон Вольцоген с лютней

Певица Эльза Лаура фон Вольцоген, выступала в кабаре в Берлине, хозяином которого был её муж Эрнст фон Вольцоген. Она выступала с концертами, исполняя народные песни, а также песни собственного сочинения, и аккомпанируя себе на лютне. Помимо немецких песен, она исполняла также французские и скандинавские. На рубеже веков Эльза Лаура издала несколько сборников песен для лютни, в одном из которых — в 1917 году и была опубликована «Смерть во Фландрии».

### Текст
Принято считать, что в основу «Смерти во Фландрии» была положена переработанная немецкая погребальная песня XV в., однако справедливым представляется возражение, что ни мелодия, ни текст песни фрау фон Вольцоген не характерны для Средневековья.«Смерть во Фландрии» также вызывает в памяти эпоху Испанского владычества в Нидерландах и разгула инквизиции XVI в., аллегорически изображённую на известной картине Питера Брейгеля «Триумф смерти».
Текст песни наполнен образами, распространёнными в средневековом искусстве изображениями танцев, процессий или хороводов людей и скелетов, что символизировало бренность бытия и неизбежность смерти. Текст ссылается на Всадников Апокалипсиса, описанных в Откровении Иоанна. В своих картинах — Ландскнехт, девушка, Смерть как танцор и всадник — он напоминает средневековые пляски смерти..

## Интересный факт
В русском переводе в исполнении Алексея (Крыса) Ширяева и гр. «Доходяги-бэнд»